# 肯尼遜號驅逐艦 (DD-138)
肯尼遜號驅逐艦（舷號DD-138）是一艘美國海軍建造的驅逐艦，為維克斯級驅逐艦的64號艦。她是美軍第一艘以肯尼遜為名的軍艦，以紀念美國內戰時期的海軍軍官威廉·肯尼遜（William Kennison）。
肯尼遜號在1918年於馬爾島海軍造船廠開始建造，在同年下水，於1919年服役，其時第一次世界大戰已經結束。稍後肯尼遜號留在東太平洋執勤，於1922年退役封存。第二次世界大戰爆發後，肯尼遜號重返現役，並一直負責近海商船護航及反潛巡航。1944年肯尼遜號改裝為海軍靶艦，以訓練海軍飛行員。戰後肯尼遜號在1945年退役除籍，並在1946年出售拆解。